# État membre
Un État membre est un État faisant partie d'une organisation internationale.
L’Organisation mondiale du commerce comprend parmi ses adhérents des État souverains mais pas seulement, raison pour laquelle ceux-ci ne sont pas considérés comme des États membres.
Note : entre parenthèses est indiqué le nombre d’adhérents à l'organisation en mars 2025 .

## Listes de membres d'organisations mondiales

Pays adhérant à la charte de l'ONU.

- Liste des États membres des Nations unies (193)
  - Liste des États membres de l'Organisation des Nations unies pour l'éducation, la science et la culture (en) (193)
  - Liste des États membres de l'Organisation mondiale de la propriété intellectuelle (193)
- Liste des États membres de la Société des Nations
- États membres de l'Union européenne
- Liste des États membres du Conseil de l'Europe

## Listes de membres d'organisations mondiales relatives à une ou plusieurs langues
- Liste des États membres de la Ligue arabe (22)
- Liste des États membres du Commonwealth (56)
- Liste des États membres de l'Organisation internationale de la Francophonie (93)
- Listes des États membres de l'Union latine (36)